# Tmesisternus lamingtonus
Tmesisternus lamingtonus là một loài bọ cánh cứng trong họ Cerambycidae.